# Elias Constantius von Trewen Schröder
Elias Constantius von Trewen Schröder, Eliasz Konstanty Schröder, Eliasch Constantius Schröder, Schroetter (ur. 16 listopada 1625 w Gdańsku, zm. 14 stycznia 1680 tamże) – gdański mieszczanin, patrycjusz, prawnik, piwowar, zakonnik – franciszkanin, uczony, pisarz polityczny, sekretarz królewski w Gdańsku.

## Życiorys
Urodził się w rodzinie Eliasa Schrödera, piwowara i patrycjusza gdańskiego, wyznania kalwińskiego. Uczęszczał do Gimnazjum Akademickiego w Gdańsku (1640-1643); studiował prawo, historię i matematykę na uniwersytecie w Rostocku (1643-) oraz na uniwersytecie w Lejdzie (1646-). Pracował w Gdańsku jako adwokat (1648-); dwukrotny centumwir, członek kolegium sądowniczego z zakresu prawa cywilnego. W 1656 został uszlachcony. Około 1657 opracował kodeks obowiązujących w Gdańsku przepisów (Ius publicum Dantiscanum. Hoc est privilegia, statuta, indulta, decreta et rescripta regia etc. A divis Regni Poloniae regibus aliisque Principibus exteris civitati Gedanensi data et conscripta. Quae sparsim et confuse in paucorum manibus magno studio collegit et unum in corupus redegit […]). Pełnił funkcję sekretarza królewskiego w Gdańsku (1657-1680). Konwertyta, który w 1662 przeszedł na katolicyzm. Został pochowany w kościele św. Brygidy.